# Nếp cẩm Hồng Phúc
Nếp cẩm Hồng Phúc được phát triển từ đề tài nghiên cứu cấp nhà nước của các giáo sư Khoa Công nghệ Hóa học của Trường Đại học Bách Khoa Hà Nội với mong muốn mang lại những sản phẩm chất lượng cao cho người tiêu dùng.

## Nguyên liệu
Thành phần chính là gạo nếp cẩm thuần chủng Tây Bắc, men rượu đặc biệt,và nước đã được xử lý theo qui chuẩn nước sạch của Bộ Y tế Việt Nam.

## Các nghiên cứu
Nếp cẩm là vị thuốc đông y chữa một số bệnh ung thư tuyến tính, trực tràng, những người yếu bao tử,hạ huyết áp với những người huyết áp cao, bổ sung protein, lipid các nguyên tố vi lượng và vitamin cho người gầy, bổ sung dưỡng chất cho da giúp da hồng hào, tươi sắc hơn. Ngoài ra nó có khả năng làm hạ cholesterol,mỡ máu.
Một nghiên cứu của Giáo sư David Capuzzi tại Philadenphia, Mỹ, đã nghiên cứu trong 5 năm với khoảng 5.000 bệnh nhân bị tai biến tim mạch ở độ tuổi từ 18 đến 70 tại hơn 60 bệnh viện ở Trung Quốc. Số bệnh nhân này được cho dùng một loại thuốc có tên là Xuezhikang, được bào chế từ men của gạo nếp cẩm, chủ yếu chứa chất lovastatine và ergosterol.Kết quả sau 5 năm điều trị cho thấy, tỷ lệ tai biến tim mạch đối với số bệnh nhân này đã giảm 45%. Sau phẫu thuật thông mạch, tỷ lệ tái tạo mạch máu tăng khoảng 30%. Việc sử dụng thuốc XZK đã giúp khoảng 33% số bệnh nhân tim mạch tránh khỏi tử vong. Đặc biệt, nếu so với số bệnh nhân tim mạch không được sử dụng, thì tỷ lệ tử vong trong số bệnh nhân được điều trị bằng loại thuốc trên thấp hơn khoảng 66%.